# Alexandre Negri
Alexandre Negri (Vinhedo, 27 de março de 1981) é um ex-futebolista brasileiro que atuava como goleiro.

## Carreira
Iniciou a carreira na base da Ponte Preta, em 1992. Em 1995, foi convocado para a Seleção Brasileira Sub-15.
Sua primeira partida como profissional foi em setembro de 2001, no jogo entre Ponte Preta e Internacional, no estádio Beira Rio, em partida válida pelo Campeonato Brasileiro.
Pela Seleção Sub-23, disputou a Copa Ouro da CONCACAF, em 2003, onde foi vice-campeão. Quando retornou à Ponte, não atuou mais, perdendo a vaga para Lauro.
Se desligou do clube em 2004. Após pegar o passe livre, se transferiu para a França onde jogou no Ajaccio por apenas dois meses.
No início de 2005, Negri jogou no Universitatea Craiova, da Romênia, retornando em julho.
Em 2006, foi anunciado pelo Fortaleza. Em julho, teve o contrato reincidido.
Chegou ao Chipre em 2007. Pelo AEK Larnaca, foi ídolo do clube e disputou a Liga Europa. Após alguns anos jogando no país, se naturalizou e foi convocado algumas vezes para os jogos das eliminatórias da Euro 2016.
Em 2018 se aposentou e passou a trabalhar como treinador de goleiros no Chipre.